# Chonerhinos
Chonerhinos – rodzaj ryb rozdymkokształtnych z rodziny rozdymkowatych.

## Klasyfikacja
Gatunek zaliczany do tego rodzaju:
- Chonerhinos naritus